# Gråhuvad busksparv
Gråhuvad busksparv (Chlorospingus semifuscus) är en fågel i familjen amerikanska sparvar inom ordningen tättingar.

## Utseende och läte
Gråhuvad busksparv är en färglös tangaraliknande sparv. Ovansidan är olivgrön och undersidan grå, med rätt kraftig näbb och rödaktiga eller ljusa ögon. Frånvaron av gult i fjäderdräkten skiljer den från andra busksparvar. Lätena består av genomträngande gnisslande och tjippande ljud, ibland accelererande över i ett rörigt tjatter.

## Utbredning och systematik
Gråhuvad busksparv förekommer i Colombia och västra Ecuador. Clements et al delar in den i tre underarter med följande utbredning:
- Chlorospingus semifuscus livingstoni – förekommer i Colombia, vid Stillahavssluttningen i västra Anderna
- Chlorospingus semifuscus semifuscus – förekommer i Nariños Stillahavssluttning i sydvästra Colombia och i västra Ecuador
- Chlorospingus semifuscus xanthothorax – förekommer i sydvästra Ecuador (El Oro och intilliggande västra Loja)

### Familjetillhörighet
Tidigare fördes de amerikanska sparvarna till familjen fältsparvar (Emberizidae) som omfattar liknande arter i Eurasien och Afrika. Flera genetiska studier visar dock att de utgör en distinkt grupp som sannolikt står närmare skogssångare (Parulidae), trupialer (Icteridae) och flera artfattiga familjer endemiska för Karibien. Samma studier visar också att busksparvarna i Chlorospingus, tidigare placerade i familjen tangaror (Thraupidae), är en del av familjen.

## Levnadssätt
Gråhuvad busksparv är en vanlig och ljudlig fågel som ofta rör sig runt i livliga flockar. Den hittas i molnskog i bergstrakter på mellan 700 och 2200 meters höjd. Den slår ofta följe med artblandade kringvandrande flockar.

## Status och hot
Arten har ett stort utbredningsområde, men tros minska i antal, dock inte tillräckligt kraftigt för att den ska betraktas som hotad. Internationella naturvårdsunionen IUCN listar arten som livskraftig (LC).

## Namn
Arterna i Chlorospingus kallades tidigare busktangaror, men har döpts om till busksparvar för att förtydliga korrekta familjetillhörigheten. De arter i Pipilo och Melozone som tidigare kallades just busksparvar har istället bytt namn till snårsparvar för att undvika förväxling och för att de står nära snårsparvarna i Atlapetes.